# Trinidad (cigarrmärke)
Trinidad är namnet på ett kubanskt cigarrmärke, gjort för Habanos SA, samt ett dominikanskt cigarrmärke, gjort för Altadis. Märket är namngett efter den kubanska staden Trinidad.

## Kubanska Trinidad
Cigarren lanserades i Kuba februari 1998 och år 1999 i Europa.
Enligt Min Ron Nees Illustrated Encyclopedia of Post-Revolution Havana Cigars, så producerades märket först 1969 i El Laguito-fabriken i Kuba.
På tidigt 1990-tal så fick märket mycket uppmärksamhet, efter att Avalino Lara, före detta högt uppsatt i El Laguito, hävdade att Trinidad var en högst exklusiv cigarr som endast Fidel Castro var auktoriserad att ge bort som diplomatiska gåvor. Detta påstående är dock omtvistat.